# Plagodis obscurior
Plagodis obscurior là một loài bướm đêm trong họ Geometridae.